# 三沢村 (埼玉県)
三沢村（みさわむら）は埼玉県の西部、秩父郡に属していた村。

## 地理
- 山岳：大霧山
- 河川：三沢川[1]
- 小字：下組・中組・上組[2]・小根[1]

## 歴史
もとは江戸期より存在した秩父郡の白鳥荘に属する三沢村であった。古くは南北朝期より見出せる三沢郷と云われている。村名の由来は地内を流れる牛沢・宮沢・茗荷沢と呼ばれる3つの沢から。
- はじめ幕府領、1663年（寛文3年）からは忍藩領に属する[1]。
- 1874年（明治7年） - 高渕寺の境内に公立小学校（現、皆野町立三沢小学校）を開設する[1][4]。
- 1876年（明治9年） - 埼玉県に所属する。
- 1889年（明治22年）- 4月1日 町村制施行により、以前の三沢村を継承し秩父郡三沢村が成立する[1]。大字はなし。
- 1939年（昭和14年） - 地内に三沢郵便局が開設される[1]。
- 1943年（昭和18年）- 9月8日 戦時町村合併促進法により、皆野町、国神村、金沢村、日野沢村、大田村、白鳥村の一部（下田野）と合併し美野町となる[5][6]。三沢村は美野町の大字となり、役場は美野町の出張所のひとつとなる。
- 1946年（昭和21年）12月1日 美野町が分割し、皆野町、国神村、金沢村、日野沢村、三沢村、大田村が成立する。旧白鳥村の一部（下田野）は皆野町に所属[5][6]。
- 1953年（昭和28年） - 三沢公民館が開設される。
- 1955年（昭和30年）3月1日 - 皆野町、国神村、金沢村、日野沢村が合併し皆野町を新設する[5]。
- 1957年（昭和32年）
  - 3月31日 - 皆野町へ編入する[5]。
  - 5月3日 - （大田村が高篠村とともに秩父市へ編入する[5]。）